# Mitä näitä nyt oli
Mitä näitä nyt oli (česky Co už dnes je) je kompilační album finské industrialmetalové skupiny Turmion Kätilöt. Bylo vydáno 6. července 2012. Obsahuje písně od debutu Hoitovirhe po album Perstechnique.

## Seznam skladeb
1. "Vertä ja lihaa" ("Krev a maso", Hoitovirhe) - 3:04
2. "Paha Ihminen" ("Špatný člověk", Hoitovirhe) - 3:28
3. "Teurastaja" ("Řezník, Hoitovirhe") - 3:43
4. "4 Käskyä" ("4 přikázání, Hoitovirhe") - 4:21
5. "Pimeyden Morsian" ("Nevěsta temnot, Hoitovirhe") - 5:05
6. "Liitto (live @ Henry’s Pub 8. ledna 2005)" (Unie, Niuva 20) - 4:03
7. "Stormbringer" (Coververze od Deep Purple) ("Nositel bouře, Niuva 20") - 3:52
8. "Varjot" ("Stíny", Niuva 20) - 3:27
9. "S!ka" ("Prase, Niuva 20") - 3:37
10. "Pirun Nyrkki" ("Ďáblova pěst, Pirun Nyrkki") - 3:49
11. "Tirehtööri" ("Mistr ringu") - 4:09
12. "Mistä Veri Pakenee" ("Kde krev utíká", Pirun Nyrkki) - 4:32
13. "Irstauden Ilosanoma" (feat. Jessi Frey) ("Evangelium mazivosti, Pirun Nyrkki") - 3:29
14. "Destination Hades" ("Podsvětí, U.S.C.H!") - 1:28
15. "U.S.C.H.!" ("Ultimate Synthetic Corrosion Helter-Skelter, U.S.C.H.!) - 3:29
16. "Minä Määrään" ("Já vládnu", U.S.C.H!) - 3:26
17. "Suolainen Kapteeni" ("Slaný kapitán", Perstechnique) - 4:17
18. "Grand Ball" ("Ples", Perstechnique) - 3:36
19. "Lapset Ja Vanhemmat" ("Děti a rodiče", Perstechnique) - 5:30
20. "Vedetäänkö Vai Ei?" ("Měli bychom nebo ne?", Pestechnique) - 3:34